# Ковалевська Вікторія Іонівна
Ковалевська Вікторія Іонівна (1925) — український науковець, доктор технічних наук, конструктор гірничих машин, шахтних вентиляторів, колишній головний конструктор Державного підприємства Донецький науково-дослідний, проектно-конструкторський і експериментальний інститут комплексної механізації шахт «Дондіпровуглемаш». Заслужений винахідник України, лауреат Державної премії СРСР.

## Біографія
Здобула вищу освіту у Донецькому індустріальному інституті за спеціальністю «Гірниче машинобудування».
У 1990 р. захистила докторську дисертацію «Створення і дослідження високоефективних гірничих центральних вентиляторів» за спеціальністю 05.05.06 — гірниче машинобудування та здобула вчений ступінь доктора технічних наук.
Сфера наукових інтересів: задачі конструювання гірничих машин, комплексів і механізмів, розрахунки їх міцності та експлуатаційних характеристик, заснованих на глибоких теоретичних знаннях механіки суцільної середи, впровадження наукових розробок в практику.
У 1981 р. була відзначена ДЕРЖАВНОЮ ПРЕМІЄЮ СРСР в області науки і техніки.
У 1987 р. В. І. Ковалевську нагороджено ЗОЛОТОЮ МЕДАЛЛЮ «ЗА ВИДАТНІ ВИНАХОДИ, НАПРАВЛЕНІ НА БЛАГО ЛЮДСТВА» Всесвітньої організації інтелектуальної власності (WIPO) при ООН. Працює на посаді професора кафедри математики та інформаційних технологій Донецького інституту ринку та соціальної політики з 2009 р.